# کلاگرمحله (بابل)
{{جعبه اطلاعات روستای ایران
|نام‌رسمی=کلاگرمحله
|روی‌نقشه= 
|عرض‌جغرافیایی=
|طول‌جغرافیایی=
|تصویر= 
|اندازه‌تصویر= 
|برچسب‌تصویر= 
|استان=مازندران
|شهرستان=بابل
|بخش= گتاب
|دهستان=گتاب شمالی
|نام‌محلی=
|نام‌های‌دیگر=
|نام‌های‌قدیمی=کوزه گر محله
|سال‌بنیاد=  
|جمعیت= ۱۲۱۱ نفر
|رشدجمعیت=
|تراکم‌جمعیت=
|زبان=

|مساحت=
|ارتفاع= 
|میانگین‌دما=
|میانگین‌بارش‌سالانه=
|شمارروزهای‌یخبندان=
|ره‌آورد=
|پیش‌شماره=
|وب‌گاه=
|اولین محلی هست که در جاده حبیبی که به برق دست یافت البته   با همت مردی زحمتکش تیمسار امیرسلیمانی واولین مدرسه ای که در بابل وجود داشت کلاگرمحله بود واولین معلم بابل هم از کلاگرمحله هستش عزت الله امیرسلیمانی
کلاگرمحله، روستایی که از توابع بخش گتاب شهرستان بابل در استان مازندران ایران.

## جمعیت
این روستا در دهستان گتاب شمالی قرار دارد و براساس سرشماری مرکز آمار ایران در سال ۱۳۹۵، جمعیت آن ۱۲۱۱ نفر (۴۰۴ خانوار) بوده‌است.